# Aspidistra recondita
Aspidistra recondita är en sparrisväxtart som beskrevs av Tillich. Aspidistra recondita ingår i släktet Aspidistra och familjen sparrisväxter. Inga underarter finns listade i Catalogue of Life.